# Храм Архангела Михаила (Незлобная)
Храм Архангела Михаила — приходской православный храм в станице Незлобной Георгиевского района Ставропольского края. Входит в состав Георгиевского благочиния Георгиевской епархии Русской православной церкви.
Престольный день: 21 ноября.

## Историческая справка
В 1860 году, при переселении с реки Золки на место, где сейчас расположена станица Незлобная, казаки перенесли деревянную церковь в честь Архангела Михаила. В 1862 году большая буря сильно повредила её, но уже через два года церковь была отстроена заново. При советской власти храм закрыли и стали использовать как складское помещение, а в 1934 году храм был разрушен.
Под церковь приспособили старую двухкомнатную хату, но она не вмещала всех верующих. В середине 1940-х годов на пожертвования прихожан купили четырёхкомнатный дом с большим земельным участком. Во дворе построили сторожку, баптистерий, кухню и другие подсобные помещения.
В 1991 году приход принял решение восстановить разрушенный храм. Церковь строилась с 1991 по 2010 годы. Большую лепту в дело восстановления храма внес предприниматель Андрей Анатольевич Зорин. Церковь была освящена владыкой Феофаном, архиепископом Ставропольским и Невинномысском 21 ноября 2010 года.

## Внешнее и внутреннее убранство
Крупная кирпичная церковь эклектичной архитектуры, строившаяся с 1991 по 2010 год. Основной двусветный объём храма завершен пятиглавием, с запада к нему примыкает колокольня, увенчанная шпилем.

## Клир
- Митрофорный протоиерей Виктор Шевченко (настоятель).